# (2731) Cucula
(2731) Cucula ist ein Asteroid des Hauptgürtels, der am 21. Mai 1982 vom Schweizer Astronomen Paul Wild, vom Observatorium Zimmerwald der Universität Bern aus, entdeckt wurde.
Der Asteroid ist nach dem Kuckuck (lateinische Gattungsbezeichnung Cuculus) benannt. Hintergrund ist, dass der Asteroid im Mai entdeckt wurde und der Ruf des Vogels aus dem nahen Wald im Observatorium gehört wurde.